# Lycophidion jacksoni
Lycophidion jacksoni (вовча змія Джексона) — вид змій родини Lamprophiidae. Мешкає в Центральній Африці.

## Підвиди
Виділяють два підвиди:
- Lycophidion jacksoni jacksoni Boulenger, 1893;
- Lycophidion jacksoni occidentale Trape, 2021.

## Поширення і екологія
Вовчі змії Джексона мешкають в Південному Судані, Ефіопії, Уганді, Демократічній Республіці Конго, Кенії, Танзанії, Уганді, Руанді, Бурунді, Камеруні і Центральноафриканській Республціці.